# Hydropsyche ancorapunctata
Hydropsyche ancorapunctata är en nattsländeart som beskrevs av Tanida 1986. Hydropsyche ancorapunctata ingår i släktet Hydropsyche och familjen ryssjenattsländor. Inga underarter finns listade i Catalogue of Life.